# حشره‌خوار آریزونا
 حشره‌خوار آریزونا (نام علمی: Sorex arizonae) نام یک گونه از سرده حشره‌خوارهای دم‌دراز است.